# MFK Dinamo Moscou
Maillots
Le MFK Dinamo Moscou est la section futsal du club omnisports homonyme, le Dinamo Moscou.

## Palmarès

### International
- Coupe de futsal de l'UEFA (1) :
  - Vainqueur : 2007
  - Finaliste : 2005, 2006, 2012,  2013 et 2014

### National
- Championnat de Russie (9) :
  - Champion : 2003, 2004, 2005, 2006, 2007, 2008, 2011, 2012 et 2013
  - Vice-champion : 2009

- Coupe de Russie (7) :
  - Vainqueur : 2003, 2004, 2008, 2009, 2010, 2011 et 2013
  - Finaliste : 2005, 2007 et 2012

- Supercoupe de Russie :
  - Finaliste : 2003

## Présidents
- 2002-2010 :  Konstantin Eremenko
- 2010-2017 :  Andreï Gubernski